# هدف (فیلم ۱۳۵۴)
هدف فیلمی به کارگردانی ایرج قادری، نویسندگی علیرضا داوودنژاد و تهیه‌کنندگی نعمت‌الله رفیعی محصول سال ۱۳۵۴ است.

## خلاصه فیلم
دو برادر سال‌ها است که یکدیگر را گم کرده‌اند. خسرو افسر پلیس است، و اسی دزدی سابقه دار. اسی از زندان آزاد می‌شود، و برای هزینهٔ مداوای پسرش رضا با مهدی و افرادش در اجرای نقشه یک سرقت همکاری می‌کند. اسی از نشان روی دست خسرو متوجه می‌شود که او برادر گم شده اش است. او مهدی و افرادش را تهدید می‌کند که صدمه‌ای به خسرو وارد نکنند. مهدی و افرادش رضا را گروگان می‌گیرند، و خسرو و اسی او را نجات می‌دهند و مهدی را از پا درمی‌آورند.

## بازیگران
- ایرج‌قادری
- سعیدراد
- دینامیک
- بهروزشاهین‌فر
- احمدقدکچیان
- ایران قادری
- منوچهرخیرخواه